# Louis Vivien de Saint-Martin
Louis Vivien de Saint-Martin, född 17 maj 1802 i Saint Martin de Fontenay, departementet Calvados, död 2 januari 1897 i Paris, var en fransk geograf.
Vivien de Saint-Martin var vid sidan av Élisée Reclus sin tids främste författare på det geografiska området i Frankrike. Han deltog i stiftandet (1821) av Geografiska sällskapet i Paris, utgav 1825 Atlas universel, en av sin tids mest fullständiga, och 1828-30 en specialtidning, "le Bibliomappe" för att sprida intresset för geografin. Åren 1845-54 redigerade han "Nouvelles annales des voyages", uppsatte 1847 "Athénéum français", som han redigerade ett år, och utgav 1861-76 "l’Année géographique", en årligen utkommande revy över forskningsresor till lands och sjöss. 
Förutom några historiska arbeten, bland annat Histoire générale de la revolution française de 1789 à 1839 (fyra band, 1840-42) samt Histoire de Napoléon (två band, 1843), var hans författarskap ägnat åt geografin. Av dessa kan främst nämnas Description historique et géographique de l'Asie Mineure (två band, 1845), Histoire universelle des découvertes géographiques des nations européennes dans les diverses parties du monde (två band, 1845-47, ofullbordat), Études de géographie ancienne et d’ethnographie asiatique (två band, 1850-54), Étude sur la géographie grecque et latine de l'Inde (två band, 1858-60), Histoire de la géographie et des découvertes géographiques (1873) samt Nouveau dictionnaire de géographie universelle (sju band, 1876-95), varav han redigerade band 1-2 ensam och band 3-4 med biträde av Louis Rousselet, vilken ensam redigerade fortsättningen liksom det omedelbart därpå följande supplementet (två band, 1896-1900). Detta verk, i vilket flera av Frankrikes främsta geografer medverkade, innehåller en detaljerad geografi över Europa i såväl fysiskt som politiskt, statistiskt, industriellt och kommersiellt hänseende, samt en ur originalkällorna (främst reseskildringar) hämtad beskrivning över utomeuropeiska länder och folk.